# Alan Franco Palma
Alan Steven Franco Palma, noto semplicemente come Alan Franco (Jujan, 21 agosto 1998), è un calciatore ecuadoriano, centrocampista dell'Atlético Mineiro e della nazionale ecuadoriana.

## Caratteristiche tecniche
È un mediano.

## Carriera

### Club
Cresciuto nel settore giovanile dell'Independiente del Valle, ha esordito in prima squadra il 18 luglio 2016 in occasione del match di Primera Categoría Serie A pareggiato 1-1 contro l'LDU Quito.
Il 17 luglio 2020 passa ai brasiliani dell'Atletico Mineiro per una cifra attorno ai 2 milioni di dollari. A dicembre 2021, nel giro di 2 settimane, vince con l'Atlético Mineiro sia il titolo del Brasileirão che la Coppa di Brasile.
Il 21 dicembre 2021 passa in prestito con diritto di riscatto agli statunitensi del Charlotte FC; neo ammesso club in MLS.

### Nazionale
Il 12 settembre 2018 ha esordito con la nazionale ecuadoriana disputando l'amichevole vinta 2-0 contro il Guatemala.

## Statistiche

### Cronologia presenze e reti in nazionale
| Cronologia completa delle presenze e delle reti in nazionale ― Ecuador | Cronologia completa delle presenze e delle reti in nazionale ― Ecuador | Cronologia completa delle presenze e delle reti in nazionale ― Ecuador | Cronologia completa delle presenze e delle reti in nazionale ― Ecuador | Cronologia completa delle presenze e delle reti in nazionale ― Ecuador | Cronologia completa delle presenze e delle reti in nazionale ― Ecuador | Cronologia completa delle presenze e delle reti in nazionale ― Ecuador | Cronologia completa delle presenze e delle reti in nazionale ― Ecuador |
| Data                                                                   | Città                                                                  | In casa                                                                | Risultato                                                              | Ospiti                                                                 | Competizione                                                           | Reti                                                                   | Note                                                                   |
| ---------------------------------------------------------------------- | ---------------------------------------------------------------------- | ---------------------------------------------------------------------- | ---------------------------------------------------------------------- | ---------------------------------------------------------------------- | ---------------------------------------------------------------------- | ---------------------------------------------------------------------- | ---------------------------------------------------------------------- |
| 12-9-2018                                                              | Bridgeview                                                             | Ecuador                                                                | 2 – 0                                                                  | Guatemala                                                              | Amichevole                                                             | -                                                                      | 54’ 66’                                                                |
| 12-10-2018                                                             | Doha                                                                   | Qatar                                                                  | 4 – 3                                                                  | Ecuador                                                                | Amichevole                                                             | -                                                                      | 62’                                                                    |
| 16-10-2018                                                             | Doha                                                                   | Oman                                                                   | 0 – 0                                                                  | Ecuador                                                                | Amichevole                                                             | -                                                                      | 46’                                                                    |
| 14-11-2019                                                             | Portoviejo                                                             | Ecuador                                                                | 3 – 0                                                                  | Trinidad e Tobago                                                      | Amichevole                                                             | 1                                                                      | 58’                                                                    |
| 19-11-2019                                                             | Harrison                                                               | Ecuador                                                                | 0 – 1                                                                  | Colombia                                                               | Amichevole                                                             | -                                                                      | 84’                                                                    |
| 8-10-2020                                                              | Buenos Aires                                                           | Argentina                                                              | 1 – 0                                                                  | Ecuador                                                                | Qual. Mondiali 2022                                                    | -                                                                      | 69’                                                                    |
| 13-10-2020                                                             | Quito                                                                  | Ecuador                                                                | 4 – 2                                                                  | Uruguay                                                                | Qual. Mondiali 2022                                                    | -                                                                      | 69’                                                                    |
| 12-11-2020                                                             | La Paz                                                                 | Bolivia                                                                | 2 – 3                                                                  | Ecuador                                                                | Qual. Mondiali 2022                                                    | -                                                                      | 83’                                                                    |
| 4-6-2021                                                               | Porto Alegre                                                           | Brasile                                                                | 2 – 0                                                                  | Ecuador                                                                | Qual. Mondiali 2022                                                    | -                                                                      |                                                                        |
| 20-6-2021                                                              | Rio de Janeiro                                                         | Venezuela                                                              | 2 – 2                                                                  | Ecuador                                                                | Coppa America 2021 - 1º turno                                          | -                                                                      | 45+3’                                                                  |
| 23-6-2021                                                              | Goiânia                                                                | Ecuador                                                                | 2 – 2                                                                  | Perù                                                                   | Coppa America 2021 - 1º turno                                          | -                                                                      |                                                                        |
| 27-6-2021                                                              | Goiânia                                                                | Brasile                                                                | 1 – 1                                                                  | Ecuador                                                                | Coppa America 2021 - 1º turno                                          | -                                                                      |                                                                        |
| 3-7-2021                                                               | Goiânia                                                                | Argentina                                                              | 3 – 0                                                                  | Ecuador                                                                | Coppa America 2021 - Quarti di finale                                  | -                                                                      | 30’ 71’                                                                |
| 9-9-2021                                                               | Montevideo                                                             | Uruguay                                                                | 1 – 0                                                                  | Ecuador                                                                | Qual. Mondiali 2022                                                    | -                                                                      | 80’                                                                    |
| 10-10-2021                                                             | Barranquilla                                                           | Colombia                                                               | 0 – 0                                                                  | Brasile                                                                | Qual. Mondiali 2022                                                    | -                                                                      | 83’                                                                    |
| 14-10-2021                                                             | Barranquilla                                                           | Colombia                                                               | 0 – 0                                                                  | Ecuador                                                                | Qual. Mondiali 2022                                                    | -                                                                      | 87’                                                                    |
| 11-11-2021                                                             | Quito                                                                  | Ecuador                                                                | 1 – 0                                                                  | Venezuela                                                              | Qual. Mondiali 2022                                                    | -                                                                      |                                                                        |
| 17-11-2021                                                             | Santiago del Cile                                                      | Cile                                                                   | 0 – 2                                                                  | Ecuador                                                                | Qual. Mondiali 2022                                                    | -                                                                      | 45’ 72’                                                                |
| 27-1-2022                                                              | Quito                                                                  | Ecuador                                                                | 1 – 1                                                                  | Brasile                                                                | Qual. Mondiali 2022                                                    | -                                                                      |                                                                        |
| 1-2-2022                                                               | Lima                                                                   | Perù                                                                   | 1 – 1                                                                  | Ecuador                                                                | Qual. Mondiali 2022                                                    | -                                                                      | 28’ 89’                                                                |
| 29-3-2022                                                              | Guayaquil                                                              | Ecuador                                                                | 1 – 1                                                                  | Argentina                                                              | Qual. Mondiali 2022                                                    | -                                                                      | 48’                                                                    |
| 6-6-2022                                                               | Chicago                                                                | Messico                                                                | 0 – 0                                                                  | Ecuador                                                                | Amichevole                                                             | -                                                                      | 90+5’                                                                  |
| 12-6-2022                                                              | Fort Lauderdale                                                        | Ecuador                                                                | 1 – 0                                                                  | Capo Verde                                                             | Amichevole                                                             | -                                                                      | 67’                                                                    |
| 23-9-2022                                                              | Murcia                                                                 | Arabia Saudita                                                         | 0 – 0                                                                  | Ecuador                                                                | Amichevole                                                             | -                                                                      | 26’                                                                    |
| 12-11-2022                                                             | Madrid                                                                 | Ecuador                                                                | 0 – 0                                                                  | Iraq                                                                   | Amichevole                                                             | -                                                                      |                                                                        |
| 20-11-2022                                                             | Al Khawr                                                               | Qatar                                                                  | 0 – 2                                                                  | Ecuador                                                                | Mondiali 2022 - 1º turno                                               | -                                                                      | 90’                                                                    |
| 29-11-2022                                                             | Al Rayyan                                                              | Ecuador                                                                | 1 – 2                                                                  | Senegal                                                                | Mondiali 2022 - 1º turno                                               | -                                                                      | 46’                                                                    |
| 28-3-2023                                                              | Melbourne                                                              | Australia                                                              | 1 – 2                                                                  | Ecuador                                                                | Amichevole                                                             | -                                                                      | 88’                                                                    |
| 17-6-2023                                                              | Harrison                                                               | Ecuador                                                                | 1 – 0                                                                  | Bolivia                                                                | Amichevole                                                             | -                                                                      | 54’                                                                    |
| 20-6-2023                                                              | Chester                                                                | Ecuador                                                                | 3 – 1                                                                  | Costa Rica                                                             | Amichevole                                                             | -                                                                      | 79’                                                                    |
| 16-11-2023                                                             | Maturín                                                                | Venezuela                                                              | 0 – 0                                                                  | Ecuador                                                                | Qual. Mondiali 2026                                                    | -                                                                      | 79’                                                                    |
| 21-11-2023                                                             | Quito                                                                  | Ecuador                                                                | 1 – 0                                                                  | Cile                                                                   | Qual. Mondiali 2026                                                    | -                                                                      | 82’                                                                    |
| 21-3-2024                                                              | Harrison                                                               | Ecuador                                                                | 2 – 0                                                                  | Guatemala                                                              | Amichevole                                                             | -                                                                      | 72’ 84’                                                                |
| 24-3-2024                                                              | Harrison                                                               | Ecuador                                                                | 0 – 2                                                                  | Italia                                                                 | Amichevole                                                             | -                                                                      | 79’                                                                    |
| 9-6-2024                                                               | Chicago                                                                | Argentina                                                              | 1 – 0                                                                  | Ecuador                                                                | Amichevole                                                             | -                                                                      |                                                                        |
| 16-6-2024                                                              | East Hartford                                                          | Ecuador                                                                | 2 – 1                                                                  | Honduras                                                               | Amichevole                                                             | -                                                                      | 76’                                                                    |
| 22-6-2024                                                              | Santa Clara                                                            | Ecuador                                                                | 1 – 2                                                                  | Venezuela                                                              | Coppa America 2024 - 1º turno                                          | -                                                                      | 79’                                                                    |
| 26-6-2024                                                              | Paradise                                                               | Ecuador                                                                | 3 – 1                                                                  | Giamaica                                                               | Coppa America 2024 - 1º turno                                          | -                                                                      |                                                                        |
| 30-6-2024                                                              | Glendale                                                               | Messico                                                                | 0 – 0                                                                  | Ecuador                                                                | Coppa America 2024 - 1º turno                                          | -                                                                      |                                                                        |
| 4-7-2024                                                               | Houston                                                                | Argentina                                                              | 1 – 1 (4 – 2 dtr)                                                      | Ecuador                                                                | Coppa America 2024 - Quarti di finale                                  | -                                                                      | 87’                                                                    |
| 6-9-2024                                                               | Curitiba                                                               | Brasile                                                                | 1 – 0                                                                  | Ecuador                                                                | Qual. Mondiali 2026                                                    | -                                                                      |                                                                        |
| 10-9-2024                                                              | Quito                                                                  | Ecuador                                                                | 1 – 0                                                                  | Perù                                                                   | Qual. Mondiali 2026                                                    | -                                                                      |                                                                        |
| 10-10-2024                                                             | Quito                                                                  | Ecuador                                                                | 0 – 0                                                                  | Paraguay                                                               | Qual. Mondiali 2026                                                    | -                                                                      |                                                                        |
| 15-10-2024                                                             | Montevideo                                                             | Uruguay                                                                | 0 – 0                                                                  | Ecuador                                                                | Qual. Mondiali 2026                                                    | -                                                                      |                                                                        |
| 14-11-2024                                                             | Guayaquil                                                              | Ecuador                                                                | 4 – 0                                                                  | Bolivia                                                                | Qual. Mondiali 2026                                                    | -                                                                      | 75’                                                                    |
| 19-11-2024                                                             | Barranquilla                                                           | Colombia                                                               | 0 – 1                                                                  | Ecuador                                                                | Qual. Mondiali 2026                                                    | -                                                                      |                                                                        |
| 25-3-2025                                                              | Santiago del Cile                                                      | Cile                                                                   | 0 – 0                                                                  | Ecuador                                                                | Qual. Mondiali 2026                                                    | -                                                                      |                                                                        |
| 5-6-2025                                                               | Guayaquil                                                              | Ecuador                                                                | 0 – 0                                                                  | Brasile                                                                | Qual. Mondiali 2026                                                    | -                                                                      |                                                                        |
| 10-6-2025                                                              | Lima                                                                   | Perù                                                                   | 0 – 0                                                                  | Ecuador                                                                | Qual. Mondiali 2026                                                    | -                                                                      | 29’, 75’                                                               |
| Totale                                                                 |                                                                        | Presenze                                                               | 49                                                                     |                                                                        | Reti                                                                   | 1                                                                      |                                                                        |

## Palmarès

### Club

#### Competizioni statali
- Campionato mineiro: 4

Atlético Mineiro: 2021, 2023, 2024, 2025

#### Competizioni nazionali
- Campionato brasiliano: 1

Atlético Mineiro: 2021
- Coppa del Brasile: 1

Atlético Mineiro: 2021